# 浪琴錶
浪琴（法语：Longines），是瑞士奢華鐘錶品牌、制造商，1832年由奥古斯特·阿加西（Auguste Agassiz）在瑞士的圣伊米耶（Saint-Imier）创立。 浪琴擁有世界上最古老的錶類註冊商標（一個帶翅膀的沙漏），公司現在隶属于瑞士的斯沃琪集團（Swatch Group）。
浪琴曾以它的「飛行家」錶而著名。 在成功的進行了環大西洋的飛行後，查尔斯·林德伯格于1927年設計了一款幫助空中導航的錶，而浪琴公司帮助他制造出了该錶。

## 历史

### 早期历史

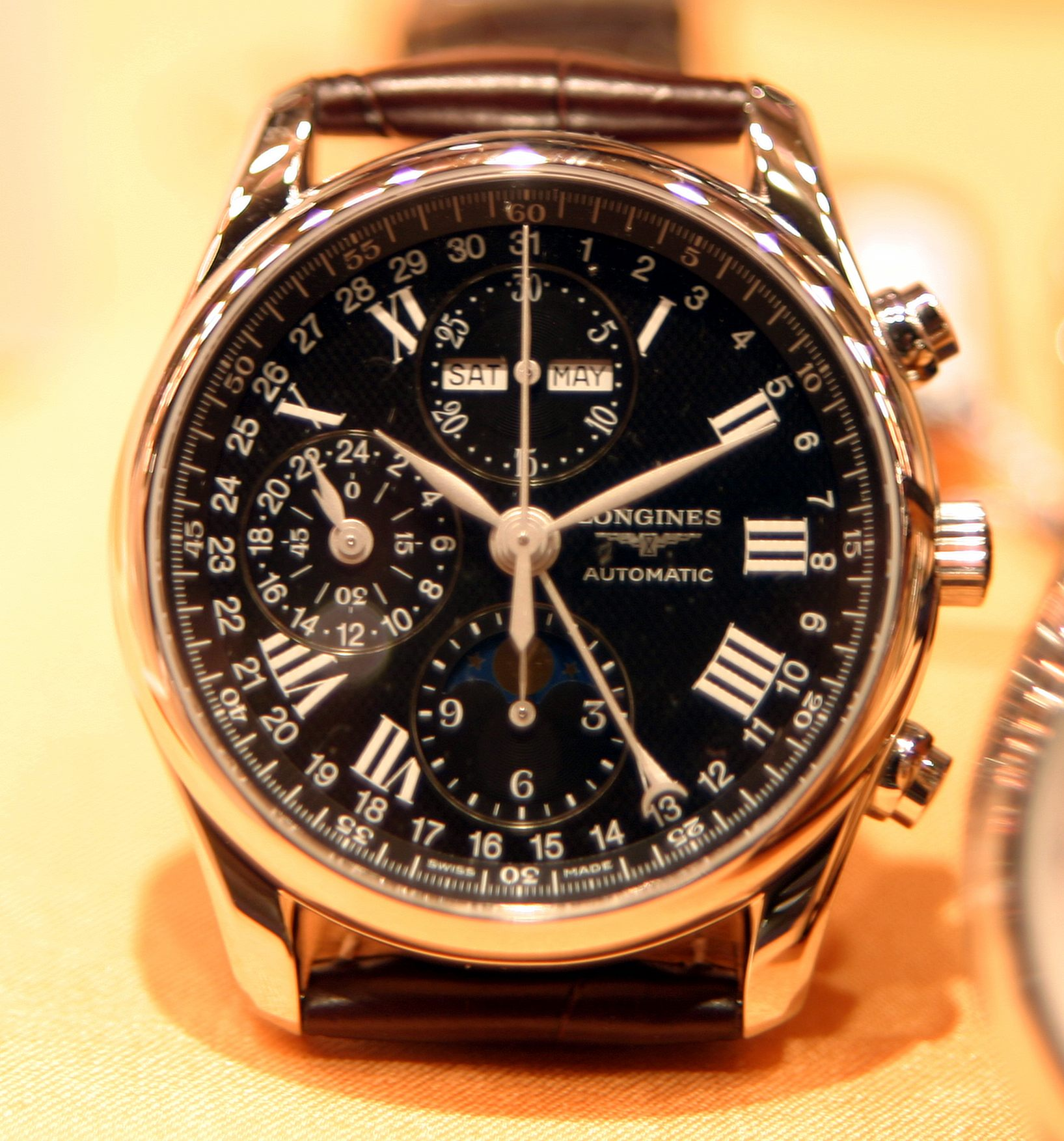
一枚浪琴腕表

浪琴公司始建於1832年，由奥古斯特·阿加西（Auguste Agassiz）在瑞士的圣伊米耶（Saint-Imier）创立。 他有兩個合夥人：Henri Raiguel 律师和 Florian Morel律师），公司的原名叫Comptoir Raiguel Jeue & Cie。
1847年，阿加奇獨自的擁有了這個公司。在1852年，阿加奇的侄子歐內斯特·富蘭西林加入了該公司，在1862年取代了叔叔接管了公司。他把公司改名為Ancienne Maison Auguste Agassiz, Ernest Francillon, Successeur。在1866年，富蘭西林在一個名叫「Les浪琴」的地方買了兩块地。在這裡，他建立了一個工廠。根據官方引述，「浪琴」的名字來源於工廠最初建立地方的名字：「在蘇士河的右岸，臨近浪琴的地方。（浪琴當地語言為「狭长的地方」）
在1880年7月19日，浪琴商標在瑞士聯邦知識產權局註冊。 當20世紀腕表開始繁榮的時候，浪琴工廠進行了大規模的改組。在1912年，浪琴公司開始與體育事業所掛鉤，成為了1912年巴塞爾舉行的瑞士聯邦運動會的官方時間。1927年，浪琴經歷了世界上第一次環大西洋飛行，這次飛行持續了33個小時零30分鐘。 20世紀初期，腕表內部自動上發條變得越來越時髦，浪琴公司也贏得了很多榮譽。

### 近期发展

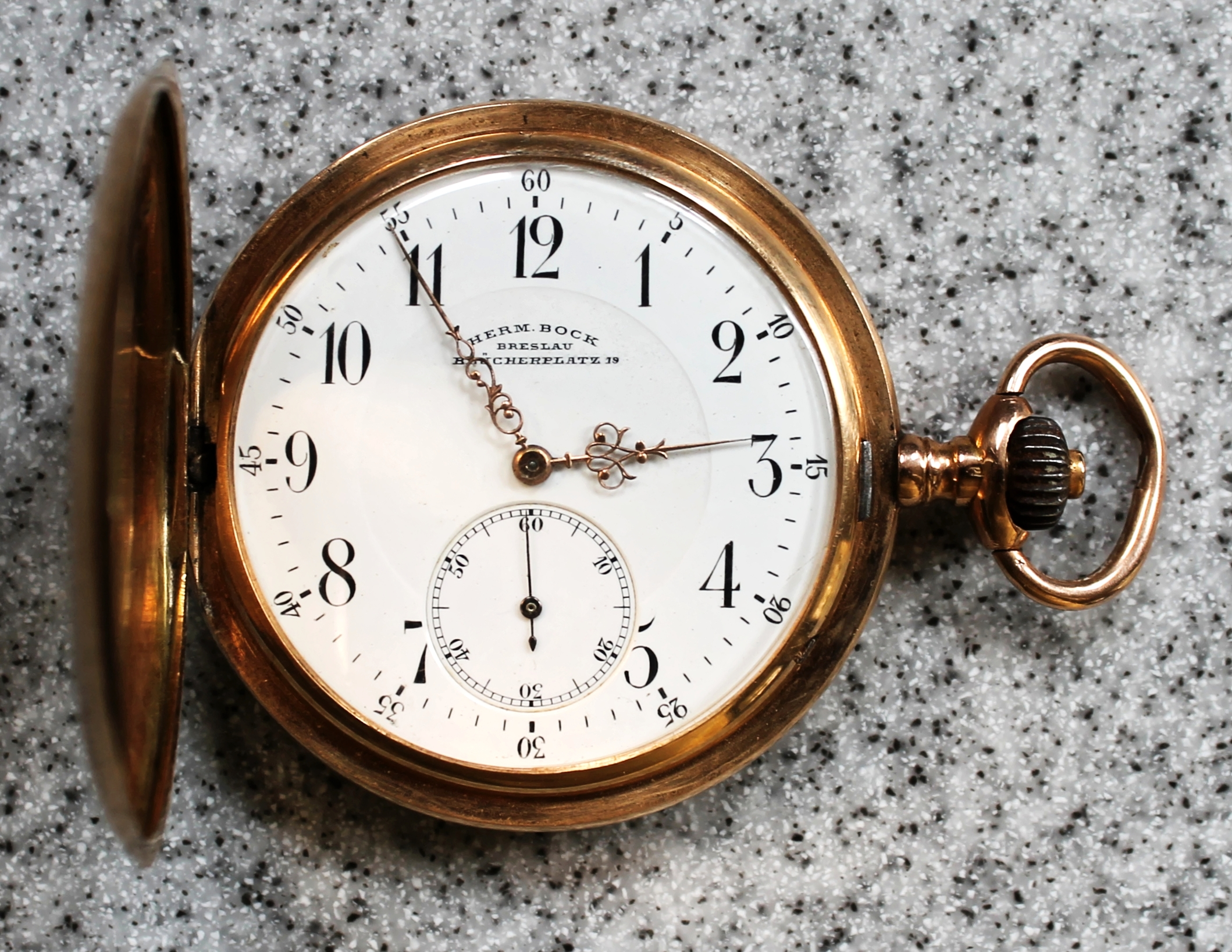
一枚浪琴怀表（1909年）

在20世紀70年代，浪琴公司在生產和發展方面有了突破。在錶的性能方面有了很多改進，並且在持續的提高和進步。20世紀80年代，浪琴公司設計出了幾款超薄類型的錶，又創造了一項世界記錄：世界上最薄的電磁錶，厚度僅有1.98 mm。
在1982年，浪琴公司發佈了一系列紀念F1法拉利車隊的手錶。
2001年2月19日，浪琴公司生產了建廠以來的第3000萬块錶。在2002年，公司舉行了成立170週年的慶典。尤其值得注意的是，公司的商標「飛沙漏」是鐘錶業最早的商標。
2012年6月，浪琴以約每月150萬元續租用羅素街18號地舖的浪琴（Longines）旗艦店，租金勁升1.9倍。建築面積900方呎，實用面積570方呎，呎租高達2632元。

## 环保评级
2018年12月，世界自然基金会（WWF）发布官方报告，包含对瑞士15个主要钟表及珠宝生产商的环保评级。 其中浪琴连同其它7个生产商（包括劳力士、欧米伽、天梭）的评级为最低档（"Latecomers/Non-transparent"），意味着作为钟表生产商浪琴仅采取了非常有限的措施以消除其生产活动对环境及气候变化所造成的影响。
主要的环保隐患有二：1）生产活动的不透明；2）对珍贵原材料的大量开采，主要包括金矿。而后者是造成众多环境问题的重要因素之一，比如水土污染、土壤退化、森林破坏等。 据估计，钟表及珠宝行业每年消耗超过2000吨的黄金，占全球黄金产量的50%以上，而大多数情况下，钟表制造公司不能或不愿意说明其原材料的来源以及原材料供应商是否采用环保的开采方式。

## 著名客户及佩戴者

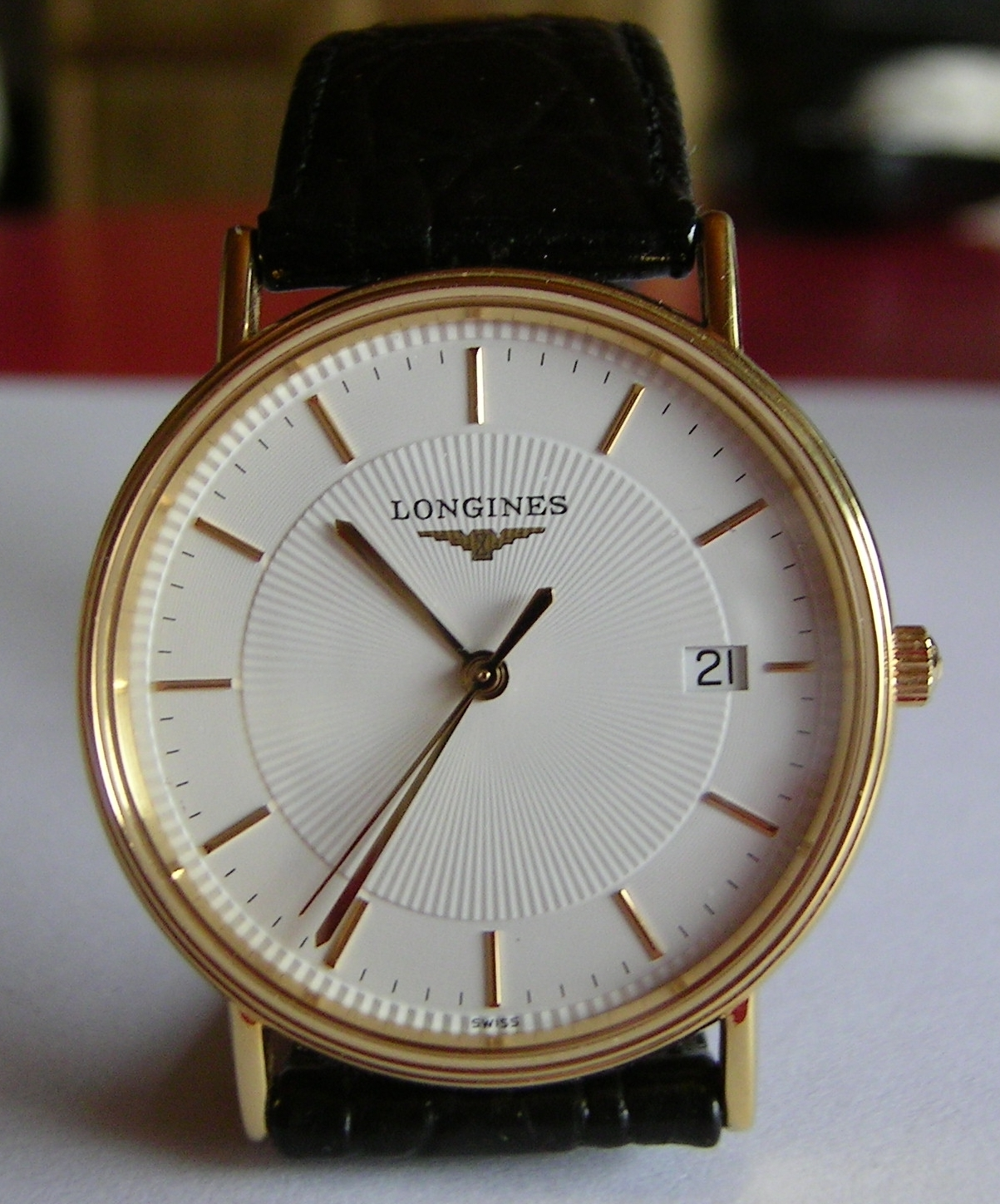
一枚浪琴腕表

浪琴被許多名人所青睞，浪琴的品牌代言人以及佩戴者包括亨弗莱·鲍嘉（Humphrey Bogart）、奧黛麗·赫本（Audrey Hepburn）、艾西瓦娅·雷（Aishwarya Rai）、比利·赞恩（Billy Zane）、小亨利·康尼克（Harry Connick Jr），等等。 公司的格言是「優雅是一種態度」，而官方代言人的稱號為「優雅形象大使」。
- 印度宝莱坞影后：艾西瓦娅·莉（Aishwarya Rai）
- 台灣著名模特兒：林志玲
- 台灣著名演員：彭于晏 （Eddie Peng）
- 港澳巨星：郭富城 （Aaron Kwok）
- 英國巨星：凱特·溫斯蕾 （Kate Winslet, CBE）
- 澳大利亞、美國巨星：西蒙·貝克 （Simon Baker）
- 中國著名演員：趙麗穎
- 南韓著名演員：鄭雨盛
- 南韓著名演員和歌手：秀智 （Suzy Bae）

阿尔伯特·爱因斯坦也曾拥有2枚浪琴表：1块1943年的银色怀表、1块1929年的金色腕表。 其中，他的浪琴腕表于1931年由一位洛杉矶的犹太拉比（Edgar Magnin）赠予，于2008年10月16日由安帝古伦拍卖行（Antiquorum）以596,000美金在纽约市拍卖售出，成为历史上拍卖价最高的浪琴表。 而爱因斯坦的浪琴怀表现存于瑞士伯尔尼历史博物馆中。

## 贊助
自2012年起，浪琴表冠名贊助香港賽馬錦標香港國際賽事，接替2004年至2011年的冠名贊助商國泰航空。
2022年，浪琴表將品牌中文名稱中的「表」字省略，「浪琴表香港國際賽事」亦因而改稱「浪琴香港國際賽事」。

## 注解
1. ↑   除了2枚浪琴表，爱因斯坦还拥有一枚百达翡丽怀表和一枚品牌不详的怀表。爱因斯坦于1915年向百达翡丽订购了一枚金色怀表（同年，他的广义相对论问世），该怀表现存于瑞士日内瓦的百达翡丽博物馆内。而在此之前，爱因斯坦拥有一枚品牌不详的怀表（可能由德国公司制造，制造年份大约为1900年），该怀表于2016年7月13日由佳士得拍卖行在英国伦敦拍卖售出，最终成交价为266,500英镑。

## 外部連結
- 官方網站 （页面存档备份，存于）
- Thermocompensation: Methods and Movements （页面存档备份，存于）
- Longine's VHP movement - a different ETA quartz （页面存档备份，存于）